# 얀 팔라흐
얀 팔라흐(체코어:Jan Palach, 1948년 8월 11일 - 1969년 1월 19일)는 체코의 학생으로, 소련의 침략에 대한 저항하는 뜻으로 프라하의 바츨라프 광장(Václavské náměstí)의 위쪽 국립 박물관 앞에서 분신하여 목숨을 끊었다.
얀 팔라흐의 죽음은 계속되는 점령에 대한 큰 저항을 불러일으켰다. 약 한 달 후인 1969년 2월 25일 같은 장소에서 또 다른 학생 얀 자이츠 (Jan Zajíc)가 자신을 불살랐고 1969년 4월 이흘라바 (Jihlava)에서 에브젠 플로첵 (Evžen Plocek)이 뒤를 따랐다. 이러한 저항이 여론을 뒤흔들었지만 당시 체코슬로바키아의 정치 상황에 충격을 주는 데까지 이어지지는 못했다.

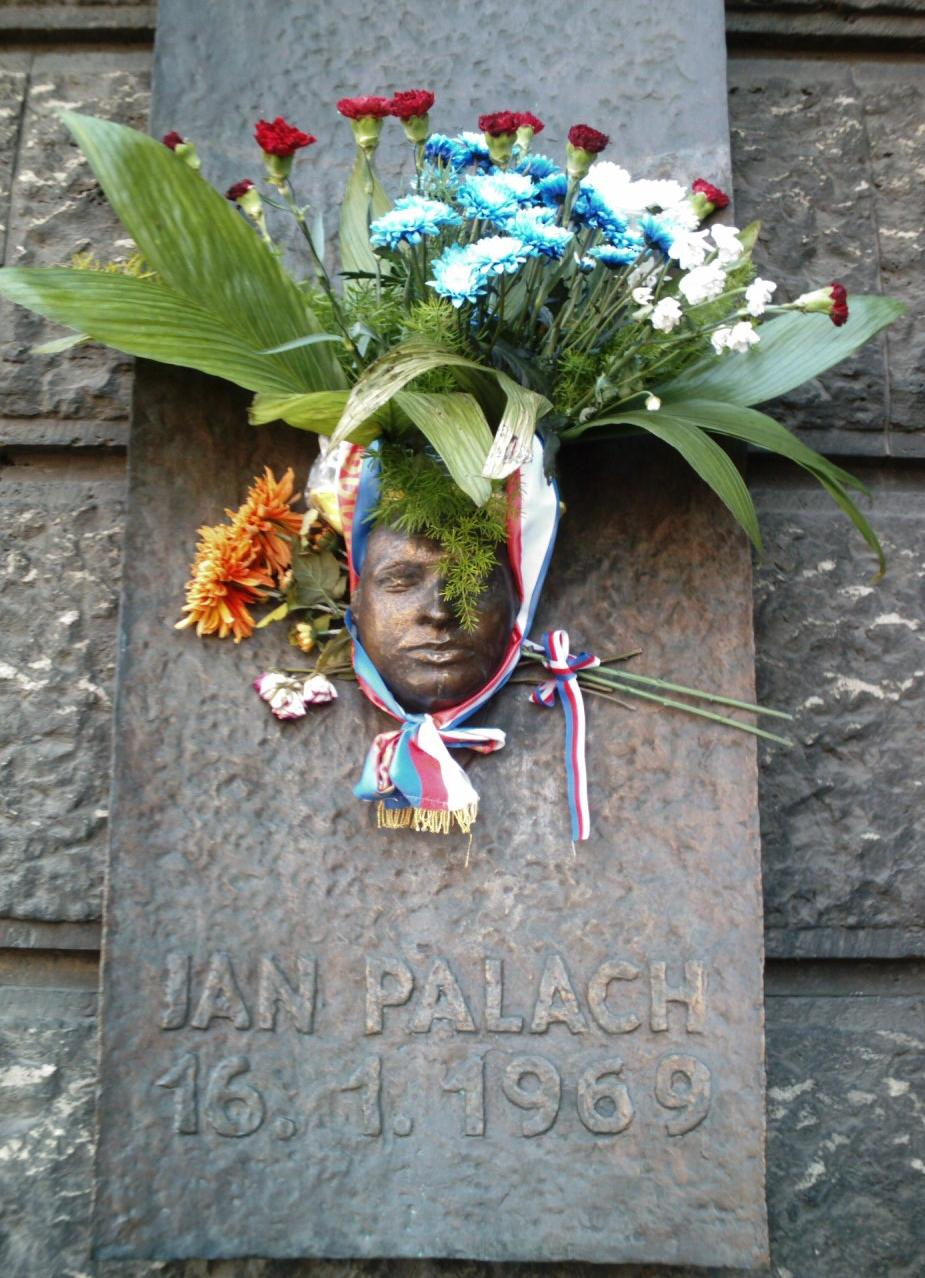
얀 팔라흐

공산주의가 무너진 후 얀 팔라흐가 분신한 위치에 청동상이 세워지고 그를 기리는 뜻에서 루돌피눔 (Rudolfinum)과 카를 대학 철학부 앞의 광장의 이름을 얀 팔라흐 광장(náměstí Jana Palacha)으로 바꾸었다. 얀 팔라흐가 분신한 다음 해에 체코슬로바키아를 떠나 독일로 간 체코의 천문학자 루보시 코호우텍 (Luboš Kohoutek)은 1969년 8월 22일 자신이 발견한 소행성을 1834 팔라흐로 명명하기도 하였다.

## 같이 보기
- 틱꽝득
- 리샤르트 시비예츠
- 무함마드 부아지지